# 신하나마키역
신하나마키역(일본어: 新花巻駅)은 일본 이와테현 하나마키시에 위치한 동일본 여객철도 소속 철도역이며, 도호쿠 신칸센과 가마이시 선의 환승역이다. 승강장 구조는 신칸센 2면 2선, 가마이시 선 1면 1선의 구조이다. 가마이시 선에는 원래 이 역이 없었으며, 도호쿠 신칸센 개통 시에 가마이시 선과의 교차점에 역을 만들고 원활한 환승을 위해 가마이시 선에 단선 승강장을 설치하였다.

## 승강장
| 1 | ■ 도호쿠 신칸센 | (하행) | 모리오카 · 신아오모리 · 아키타 방면      |
| 2 | ■ 도호쿠 신칸센 | (상행) | 센다이 · 우쓰노미야 · 오미야 · 도쿄 방면 |

## 인접 역
| ■ 도호쿠 신칸센        | ■ 도호쿠 신칸센               | ■ 도호쿠 신칸센          |
| ---------------------- | ----------------------------- | ------------------------ |
| 기타카미 도쿄 방면     | □ 신칸센 "하야테", "야마비코" | 모리오카 신아오모리 방면 |
| 가마이시 선            |                               |                          |
| 니타나이 하나마키 방면 |                               | 오야마다 가마이시 방면   |